# Герман Цабель
Герман Цабель (нім. Hermann Zabel, 22 вересня 1832 — 26 квітня 1912) — німецький ботанік та садівник. Спеціалізувався у галузі дендрології.

## Біографія
Герман Цабель народився 22 вересня 1832 року.
З 1854 до 1860 року Цабель був асистентом у Ботанічному саду та музеї у Грайфсвальді.
З 1869 до 1895 року він був директором Академії лісового господарства у місті Ганноверш-Мюнден, земля Нижня Саксонія. Після відставки він оселився у місті Гота.
Герман Цабель помер у місті Гота 26 квітня 1912 року.

## Наукова діяльність
Герман Цабель спеціалізувався на папоротеподібних та на насіннєвих рослинах.

## Наукові праці
- Übersicht der Flora von Neuvorpommern und Rügen, 1859.
- "Catalogue of the Botanic Garden of the Forest Academy of Munden, Germany", (published in English).
- Die Gattung Symphoricarpus, 1887.[7]
- Die strauchigen Spiräen der deutschen Gärten, 1893.
- Handbuch der Laubholz-Benenung, 1903 .[8]

## Вшанування
Рід рослин Zabelia (Rehder) Makino було названо на його честь.